# Água Doce
Água Doce är en kommun i Brasilien.   Den ligger i delstaten Santa Catarina, i den södra delen av landet, 1 300 km söder om huvudstaden Brasília. Antalet invånare är 6 960.
I omgivningarna runt Água Doce växer i huvudsak städsegrön lövskog. Trakten runt Água Doce är nära nog obefolkad, med mindre än två invånare per kvadratkilometer.